# Ablepharus
Ablepharus es un género de lagartos escincomorfos de la familia Scincidae propios de Eurasia, desde el sudeste de Europa hasta Asia central. Su nombre hace referencia al hecho de que sus párpados se han fusionado como una cápsula transparente, como las serpientes, y por lo tanto no se pueden abrir y cerrar.

## Características generales
Las escamas de todas las especies de Ablepharus son de apariencia brillantes y de color bronce, además poseen una banda que recorre longitudinalmente sus cuerpo. Tienen brazos cortos y débiles por lo que se mueven de forma similar a las serpientes. En general, las hembras son más largas y pesadas que los machos. También tienen colas gruesas en relación con su tamaño.  Se alimentan de pequeños artrópodos y moluscos.

## Distribución geográfica y hábitat
Los miembros de este género se encuentra al sur de Europa (toda la península balcánica y las islas del mar Egeo), el Cáucaso, el Oriente Próximo, Asia Central, Pakistán e inclusive el noreste de India. generalmente en zonas poco altas y cercanas al nivel del mar aunque algunas especies viven sobre los 2000 m de altura. Su hábitat son las zonas rocosas con hojarasca y poco suelo.

## Taxonomía
Fue descrito en 1823 por el explorador, naturalista, médico y zoólogo alemán Martin Lichtenstein. El nombre genérico viene de dos vocablos griegos: «α» (sin, carente de) y «βλεφαρον» (párpados) y hace alusión a la carencia de párpados entre los miembros del género.

### Especies
Según The Reptile Database, comprende las siguientes especies:
| Ilustración | Nombre binomial Autor                                        | Número de subespecies | Distribución                                                   | Ilustración | Nombre binomial Autor                                | Número de subespecies | Distribución                                                                 |
| ----------- | ------------------------------------------------------------ | --------------------- | -------------------------------------------------------------- | ----------- | ---------------------------------------------------- | --------------------- | ---------------------------------------------------------------------------- |
|             | Ablepharus bivittatus (Ménétries, 1832)                      | no                    | Azerbaiyán, Turquía, Armenia, Irán y Turkmenistán.             |             | Ablepharus budaki Göçmen, Kumlutas & Tosunoglu, 1996 | 2                     | Turquía, Siria, Líbano y Chipre.                                             |
|             | Ablepharus chernovi Darevsky, 1953                           | 4                     | Turquía, Siria y Armenia.                                      |             | Ablepharus darvazi Yeriomchenko & Panfilov, 1990     | no                    | Tayikistán, India, Afganistán y Pakistán.                                    |
|             | Ablepharus deserti Strauch, 1868                             | no                    | Turkmenistán, Kazajistán, Uzbekistán, Tayikistán y Kirguistán. |             | Ablepharus grayanus (Stoliczka, 1872)                | no                    | Asia central, Pakistán, India, Afganistán y Kirguistán.                      |
|             | Ablepharus kitaibelii (Bibron & Bory de Saint-Vincent, 1833) | 4                     | Península balcánica y Anatolia                                 |             | Ablepharus lindbergi Wettstein, 1960                 | no                    | Oeste de Afganistán.                                                         |
|             | Ablepharus pannonicus (Fitzinger, 1824)                      | no                    | Oriente Próximo y Oriente Medio                                |             | Ablepharus rueppellii (Gray, 1839)                   | 2                     | Israel, península del Sinaí (Egipto), Líbano, Jordania y posiblemente Siria. |